# Rozières-sur-Mouzon
Rozières-sur-Mouzon är en kommun i departementet Vosges i regionen Grand Est (tidigare regionen Lorraine) i nordöstra Frankrike. Kommunen ligger i kantonen Lamarche som tillhör arrondissementet Neufchâteau. År 2022 hade Rozières-sur-Mouzon 69 invånare.

## Befolkningsutveckling
Antalet invånare i kommunen Rozières-sur-Mouzon
| Referens: INSEE |